# Deschutes River Woods
Deschutes River Woods – jednostka osadnicza w Stanach Zjednoczonych, w stanie Oregon, w hrabstwie Deschutes.